# Sake Bombs and Happy Endings
Sake Bombs and Happy Endings третий по счету DVD группы Sum 41. На диске записан концерт который проходил в поддержку альбома Does This Look Infected?, в Bay NK Hall Токио, Япония 17 мая 2003 года.
Концерт записан в звуке Dolby Digital 5.1. На диске в качестве бонусов есть два клипа группы «Still Waiting» и «Over My Head (Better Off Dead)».

## Содержание диска

### Список песен с концерта
1. (подготовка перед концертом) (2:28)
2. «Mr. Amsterdam» (3:09)
3. «My Direction» (2:07)
4. «Hyper-Insomnia-Para-Condrioid» (2:32)
5. «Fat Lip» (3:02)
6. «All Messed Up» (2:54)
7. «All She’s Got» (3:18)
8. «Over My Head (Better Off Dead)» (2:58)
9. «In Too Deep» (3:20)
10. «Machine Gun» (3:09)
11. «No Brains» (4:53)
12. «Heart Attack» (3:10)
13. «Nothing On My Back» (4:10)
14. «A.N.I.C.» (1:32)
15. «The Hell Song» (3:17)
16. «Thanks For Nothing» (3:26)
17. «Grab The Devil» (1:39)
18. «Still Waiting» (2:41)
19. «Hooch» (3:38)
20. «Motivation» (3:05)
21. «Pain For Pleasure» (3:16)

### Клипы
1. «Still Waiting» (3:50)
2. «Over My Head (Better Off Dead)» (2:51)

### Ролики
Рекламные ролики альбома «Does This Look Infected?»:
1. Rabies (bonus material) (1:00)
2. Satan (bonus material) (1:00)
3. Violence (bonus material) (1:00)

Материалы снятые группой в Японии:
- All Messed Up (video edit) (3:06)